# لاريانو
لاريانو، (بالإنجليزية: Lariano)‏، (بلدية) في مدينة روما الكبرى، في المنطقة الإيطالية لاتسيو، وتقع على بعد حوالي 35 كيلومترا (22 ميل) جنوب شرق روما، على تلال ألبان.

## السكان
في سنة 1871 بلغ عدد السكان 1٬612 نسمة، وتطور العدد ليصل في سنة 2011 لـ 12٬893 نسمة.
يظهر هذا المخطط البياني تطور النمو السكاني لـ لاريانو

## توأمة
للاريانو اتفاقيات توأمة مع كل من:
- Victoria, Brașov [الإنجليزية]‏
- Sausset-les-Pins [الإنجليزية]‏
- كريكيو
- سان فرديناندو دي بوليا